# Fondmetal GR02
Chronologie des modèles (1992)
Fondmetal GR01
La Fondmetal GR02 est une monoplace de Formule 1 engagée par l'écurie Fondmetal lors de sept des seize courses de la saison 1992 de Formule 1. Elle est pilotée par le Suisse Andrea Chiesa, le Belge Eric van de Poele et l'Italien Gabriele Tarquini.

## Historique
La Fondmetal FR02 est engagée, pour Gabriele Tarquini, à partir du Grand Prix du Canada, après que celui-ci ait effectué un déverminage à Fiorano, Andrea Chiesa se contentant de la Fondmetal GR01 de début de saison. Le pilote suisse ne se qualifie pas, contrairement à son coéquipier qui abandonne au premier tour à la suite d'un problème de transmission. En France, deux châssis Fondmetal GR02 sont disponibles mais aucune ne rallie l'arrivée. À Silverstone, Andrea Chiesa, dont le châssis n'a pu être réparé, reprend l'ancien châssis GR01 avec lequel il ne se qualifie pas, tandis que son coéquipier termine quatorzième à deux tours du vainqueur Nigel Mansell. 
Au Grand Prix d'Allemagne, le Suisse, qui dispose à nouveau du châssis GR02, échoue une nouvelle fois à se qualifier tandis que Gabriele Tarquini abandonne à la suite d'une casse moteur. Le pilote suisse est limogé à l'issue du Grand Prix et est remplacé par le Belge Eric van de Poele, dont la meilleure performance en course est une dixième place à son Grand Prix national. Au Grand Prix d'Italie, aucune Fondmetal ne rallie l'arrivée. C'est la dernière apparition de l'écurie italienne en Formule 1, Fondmetal faisant faillite peu après.
Fondmetal termine à la quatorzième place du championnat des constructeurs, sans avoir marqué de points.

## Résultats en championnat du monde de Formule 1
| Saison | Écurie       | Moteur                | Pneumatiques | Pilotes           | Courses | Courses | Courses | Courses | Courses | Courses | Courses | Courses | Courses | Courses | Courses | Courses | Courses | Courses | Courses | Courses | Points inscrits | Classement |
| Saison | Écurie       | Moteur                | Pneumatiques | Pilotes           | 1       | 2       | 3       | 4       | 5       | 6       | 7       | 8       | 9       | 10      | 11      | 12      | 13      | 14      | 15      | 16      | Points inscrits | Classement |
| ------ | ------------ | --------------------- | ------------ | ----------------- | ------- | ------- | ------- | ------- | ------- | ------- | ------- | ------- | ------- | ------- | ------- | ------- | ------- | ------- | ------- | ------- | --------------- | ---------- |
| 1992   | Fondmetal F1 | Ford-Cosworth V8 HBA5 | Goodyear     |                   | AFS     | MEX     | BRÉ     | ESP     | SMR     | MON     | CAN     | FRA     | GBR     | ALL     | HON     | BEL     | ITA     | POR     | JAP     | AUS     | 0               | 14e        |
| 1992   | Fondmetal F1 | Ford-Cosworth V8 HBA5 | Goodyear     | Andrea Chiesa     |         |         |         |         |         |         |         | Abd.    |         | Nq      |         |         |         |         |         |         | 0               | 14e        |
| 1992   | Fondmetal F1 | Ford-Cosworth V8 HBA5 | Goodyear     | Eric van de Poele |         |         |         |         |         |         |         |         |         |         | Abd.    | 7       | Abd.    |         |         |         | 0               | 14e        |
| 1992   | Fondmetal F1 | Ford-Cosworth V8 HBA5 | Goodyear     | Gabriele Tarquini |         |         |         |         |         |         | Abd.    | Abd.    | 14      | Abd.    | Abd.    | Abd.    | Abd.    |         |         |         | 0               | 14e        |

Légende : ici 